# Brontypena eximia
Brontypena eximia là một loài bướm đêm trong họ Noctuidae.